# RADIUS
RADIUS (на английски: Remote Authentication Dial-In User Service) – начин за далечно удостоверяване чрез набиране – е клиент-сървър протокол, който позволява удостоверяване, упълномощаване и управление (УУУ, на английски: Authentication, authorization, accounting – AAA) на потребители, използващи дадена компютърна мрежа чрез набиране. RADIUS е неофициален стандарт за удостоверяване на регистриращи се потребители чрез набиране през модем, ISDN, VPN, WLAN (IEEE 802.1x) или цифрова абонатна линия.

## УУУ гаранции (AAA)

### Удостоверяване
Операции, позволяващи проверяване на право на достъп до мрежата или други ресурси (най-често се проверяват потребителска сметка или парола).

### Упълномощаване
Разрешение за достъп до определени услуги и конфигурации до различни ресурси (напр. лист с право на достъп към рутер).

### Управление
Управление на потребители.